# Riccardo Cervi
Riccardo Cervi (Reggio Emilia, 19 giugno 1991) è un ex cestista italiano.

## Carriera

### Club
Cresciuto nelle giovanili della Pallacanestro Reggiana, ha esordito ufficialmente in campo in prima squadra l'11 aprile 2010 nel campionato di Legadue 2009-10, contro il Banco di Sardegna Sassari. Da allora con la squadra emiliana ha disputato in totale 37 incontri in Legadue; al termine della stagione 2011-12 ha conquistato la promozione in Serie A. Nella stagione 2012-2013, nonostante un basso minutaggio stagionale, ha avuto un ruolo decisivo nella gara-6 della serie di play-off vinta contro la Virtus Roma.
Nell'aprile del 2014 vince l'EuroChallenge con Reggio Emilia. Nella stagione 2015-16 si trasferisce alla Scandone Avellino dove giocherà da centro titolare.Il 22 giugno 2016 ha firmato un contratto triennale con Reggio Emilia.
Il 27 novembre 2019, Cervi firma con la Pallacanestro Varese fino a fine stagione.
Dopo soli 47 giorni , il 14 gennaio firma la risoluzione consensuale del contratto con la società varesina.
Lo stesso 14 gennaio passa alla Allianz Pallacanestro Trieste, con cui firma un contratto fino al termine della stagione. Esordisce con la compagine triestina la domenica successiva, portando a referto 10 punti nella sconfitta esterna contro la Openjobmetis Varese, sua ex squadra.
Il 28 giugno 2021 annuncia il suo ritiro a causa del protrarsi dei problemi al ginocchio.

### Nazionale
Cervi ha disputato 9 partite del FIBA EuroBasket Under 20 del 2011 di Bilbao, mettendo a referto 38 punti complessivi in 145 minuti di gioco, vincendo la medaglia d'argento. Ha esordito con la Nazionale maggiore il 16 dicembre 2012 in occasione dell'All Star Game. Ha disputato anche l'edizione 2014.
Nell'estate del 2014 ha partecipato alle qualificazioni per gli europei del 2015.
Nel giugno 2016 viene convocato per il torneo di Qualificazione Olimpica FIBA 2016 di Torino ma il 9 luglio la Nazionale viene battuta in finale dalla Croazia.

## Palmarès

### Club

#### Competizioni Internazionali
- EuroChallenge: 1

Pallacanestro Reggiana: 2013-14

#### Nazionale
- Europei Under-20:

 Spagna 2011

## Statistiche
| Cronologia completa delle presenze e dei punti in Nazionale - Italia | Cronologia completa delle presenze e dei punti in Nazionale - Italia | Cronologia completa delle presenze e dei punti in Nazionale - Italia | Cronologia completa delle presenze e dei punti in Nazionale - Italia | Cronologia completa delle presenze e dei punti in Nazionale - Italia | Cronologia completa delle presenze e dei punti in Nazionale - Italia | Cronologia completa delle presenze e dei punti in Nazionale - Italia | Cronologia completa delle presenze e dei punti in Nazionale - Italia |
| Data                                                                 | Città                                                                | In casa                                                              | Risultato                                                            | Ospiti                                                               | Competizione                                                         | Punti                                                                | Note                                                                 |
| -------------------------------------------------------------------- | -------------------------------------------------------------------- | -------------------------------------------------------------------- | -------------------------------------------------------------------- | -------------------------------------------------------------------- | -------------------------------------------------------------------- | -------------------------------------------------------------------- | -------------------------------------------------------------------- |
| 16/12/2012                                                           | Biella                                                               | Italia                                                               | 107 - 92                                                             | World Stars                                                          | All Star Game                                                        | 15                                                                   | [ 5 ]                                                                |
| 13/04/2014                                                           | Ancona                                                               | Italia                                                               | 76 - 59                                                              | World Stars                                                          | All Star Game                                                        | 10                                                                   | [ 3 ]                                                                |
| Totale                                                               |                                                                      | Presenze                                                             | 2                                                                    |                                                                      | Punti                                                                | 25                                                                   |                                                                      |